# Лектистерний
Лектистерний (лат. Lectisternium) ― древнеримский искупительный обряд устройства угощения, предлагаемого богам. Название обряда происходит от lectum sternere, «расстилать ложе».
Божества во время совершения обряда были представлены своими бюстами, статуями или переносными фигурами из дерева с головами из бронзы, воска или мрамора, покрытыми драпировкой. Исследователи выдвигают предположение о том, что изображения богов иногда также могли представлять собой связки священных трав, соединенные вместе в форме головы, покрытой восковой маской, напоминающей бюст. Эти фигуры помещались на кушетку (lectus), их левая рука опиралась на подушку (pulvinus) в облокоченном положении. Диван выставлялся на открытой улице, а на столе перед ним подавалась еда.

### История
Тит Ливий писал, что церемония состоялась «впервые» в Риме в 399 году до нашей эры. В городе бушевала чума и квиндецемвиры священнодействий обратились к Книгам Сивилл. Три кушетки были подготовлены для трёх пар богов ― Аполлона и Латоны, Геркулеса и Дианы, Меркурия и Нептуна. Публичный праздник длился восемь (или семь) дней, отмечался и частными лицами. Граждане держали двери открытыми, ссоры прекращались, должники и заключенные были освобождены, и делалось всё, чтобы забыть о горестях и обидах.
Подобные почести были оказаны и другим божествам в последующие времена: Фортуне, Сатурну, Юноне, Регине с Авентина, трём божествам Капитолия (т. н. «Капитолийская триада» — Юпитер, Юнона, Минерва). В 217 г. до н. э. после поражения римлян от Ганнибала в битве при Тразименском озере, в течение трёх дней проводился лектистерний для шести пар богов, соответствующих двенадцати олимпийцам древнегреческой религии: Юпитер, Юнона, Минерва, Нептун, Марс, Венера, Аполлон, Диана, Вулкан, Веста, Меркурий, Церера.
В 205 году до нашей эры, встревоженные неблагоприятными знамениями, римляне решили перенести образ Великой Матери богов из Пессинунта во Фригии; в следующем году им удалось это осуществить и по этому поводу был проведён лектистерний. В более поздние времена лектистерниум стал постоянным или даже повседневным явлением, отмечаемым в разных храмах. Время от времени «драпировка кушеток» бывала частью празднования триумфа. Авл Гирций сообщает, что Юлия Цезаря встретили с «драпированными обеденными кушетками» после его победы в Галлии в ожидании предстоящего триумфа. Такие праздники следует отличать от тех, которые, как и предыдущие лектистернии, предписывалось проводить в особых чрезвычайных ситуациях.
В имперскую эпоху образы богов помещали уже на стулья, а лектистерний в их случае превратился в селлистерний.
В христианские времена лектистернием назывался праздник в память об умерших.